# Carlos III de Nápoles
Carlos III de Nápoles (también conocido como Carlos II de Hungría, Carlos de Durazzo o  Carlos el Corto) (* 1345, Nápoles, Italia - † 24 de febrero de 1386, Visegrado, Hungría)  fue Duque de Durazzo (1362 - 1386), rey de Nápoles (1381 - 1386) y el vigesimonoveno rey de Hungría, con el nombre de Carlos II, (1385 - 1386). Fue bisnieto del rey Carlos II de Nápoles e hijo del Conde Luis de Gravina.

## Biografía

### Carlos en Hungría
Carlos nació en Nápoles como miembro de la Casa real de Anjou, la cual se había extendido hasta el reino de Hungría. El rey Carlos II de Nápoles y Sicilia había tomado por esposa a María de Hungría, hija del rey Esteban V de Hungría. Desde entonces sus descendientes se dividieron en dos ramas que gobernaron Nápoles y Hungría respectivamente. Intentando unir fuerzas, el rey Carlos I Roberto de Hungría y Roberto I de Nápoles unieron en matrimonio a sus hijos, pero Juana, la hija del rey napolitano, consiguió ser coronada ella sola en Nápoles y que Andrés, el hijo del rey húngaro, fuese asesinado. Desde entonces los conflictos entre los dos reinos continuaron por varias décadas, durante las cuales el siguiente rey húngaro Luis I el Grande condujo varias campañas contra la reina Juana I de Nápoles. La inestabilidad en Nápoles creció cada vez más y el Conde Luis de Gravina, nieto del rey Carlos II de Nápoles y por consiguiente también pariente de la reina Juana, condujo varias revueltas. En 1362 Luis fue capturado y pronto ejecutado dejando huérfano a su pequeño hijo Carlos, quien irónicamente fue llevado a la corte de la reina Juana. Pronto por intervención papal la custodia de Carlos pasó a manos del rey húngaro Luis el Grande en 1365, y el joven príncipe fue llevado a Visegrado, donde ganó muchos simpatizantes en la corte húngara. En 1369 tomó por esposa a su prima Margarita de Durazzo, quien le dio dos hijas,  María en 1369 y la posterior Juana II de Nápoles en 1371, así como un hijo Ladislao I de Nápoles en 1371, el cual recibió su nombre en honor al rey San Ladislao I de Hungría, monarca del siglo XI altamente venerado en Hungría en la época. Con su familia constituida y varios partidarios entre la nobleza húngara, Carlos gobernó entre 1371 y 1376 como Duque de Eslavonia, y contó con la alta estima del rey húngaro.

### Carlos como rey
Juana de Nápoles había envejecido, y no tenía herederos, por lo cual intentó nombrar al conde Luis I de Anjou, hijo del rey Juan II de Francia, pero el papa Urbano VI, no lo reconoció. Tanto el rey de Francia como Juana I de Nápoles apoyaban al antipapa Clemente VII que vivía en Aviñón, por lo cual las relaciones entre la reina y el pontífice romano cada vez estaban más decadentes. Esto motivó a Carlos de Durazzo y al monarca húngaro a buscar apoyo en Urbano VI, quien inmediatamente lo reconoció como monarca napolitano frente a Juana. Así, el rey Luis el Grande de Hungría lo envió a Nápoles con un ejército encabezado por la influyente familia húngara de los Horváti. Carlos tomó Nápoles y apresó a la reina Juana, siendo estrangulada al poco tiempo. Fue coronado e investido por el papa Urbano VI como Carlos III de Nápoles en 1382, y estableció su corte en suelo ítalo, llevando su familia desde Hungría. A los pocos meses murió el rey Luis el Grande de Hungría, y habiendo prometido no interferir en la sucesión húngara si el rey lo ayudaba a tomar Nápoles, Carlos III no reclamó el trono, sino que permaneció a un lado, mientras Segismundo de Luxemburgo pretendía ser coronado rey de Hungría como esposo de María de Hungría, hija de Luis el Grande. El rey húngaro antes de morir había nombrado su heredero a Segismundo y lo había llevado a su corte, pero la inestabilidad interna en el reino, así como la influyente reina viuda Isabel Kotromanić que velaba por los derechos de su hija la reina María, terminaron excluyendo a Segismundo.

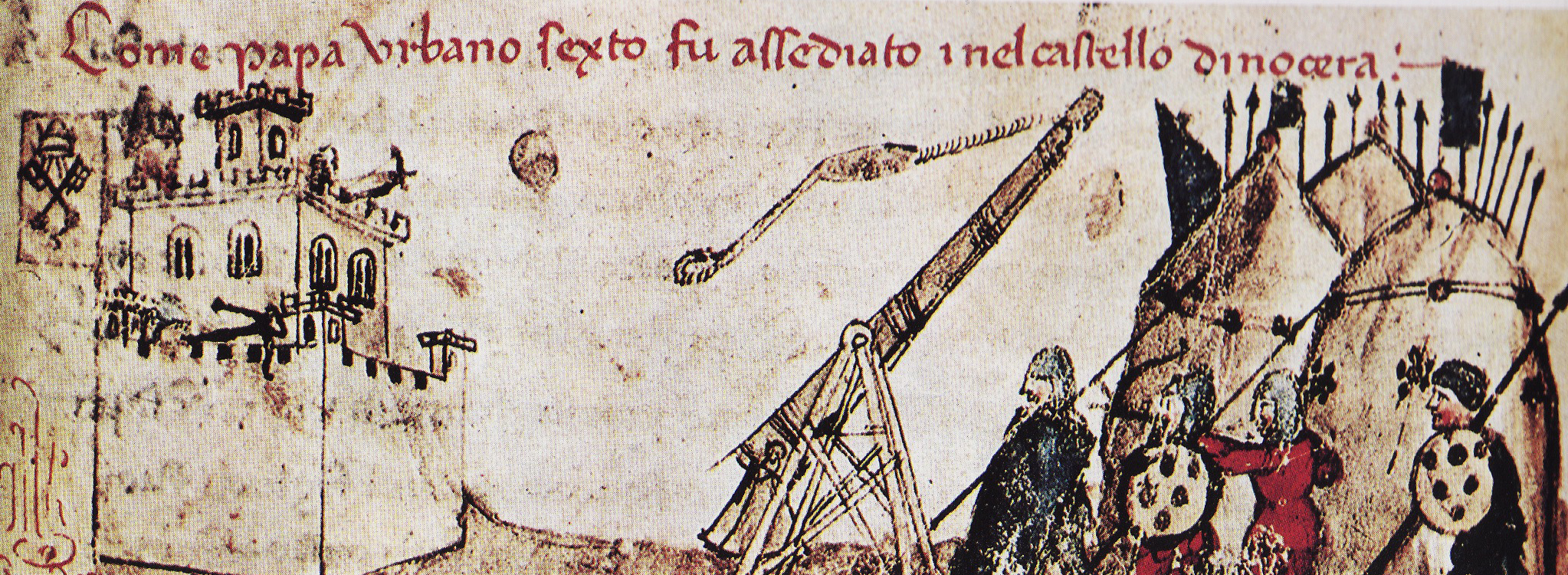
Urbano VI es sitiado por el ejército de Carlos III de Nápoles. Crónicas de Giovanni Sercambi

En 1383 se produjo, sorprendentemente, la ruptura del monarca con la sede de Roma. Con ocasión de una visita secreta de Urbano VI a Nápoles, se produjeron desavenencias entre ambos y el pontífice fue retenido por la fuerza hasta ceder a las demandas de Carlos. El papa reaccionó excomulgando al rey, a su esposa y demás partidarios (entre ellos, seis cardenales, que serían apresados y torturados), y poniendo la ciudad de Nápoles en entredicho. Carlos contraatacó sitiando a Urbano VI en Nocera, propiedad de su sobrino y adonde había huido el papa. Al verse obligado a rendir la ciudad, el pontífice se refugió a su vez en el castillo de Nocera, desde cuyas ventanas se dice que Urbano VI pronunciaba varias veces al día la fórmula de excomunión contra las tropas de Carlos. El papa de Roma pudo escapar finalmente del cerco gracias al auxilio de Raimundo Orsini.
Otro partido de nobles encabezado por Juan Horvát pronto decidió llamar a Carlos III de Nápoles para coronarlo rey de Hungría, pues era el único miembro varón de la Casa de Anjou que aún estaba vivo. Carlos pronto regresó al reino húngaro en 1385 y fue coronado como Carlos II de Hungría. Su esposa e hijos se quedaron en Nápoles, y él permaneció entonces en la corte húngara en Visegrado por varios meses, hasta que las intrigas y conspiraciones acabaron con él. El partido que apoyaba a la reina viuda Isabel y a su hija María decidió deshacerse de Carlos, y una noche fue atacado por Blas Forgách el copero real, bajo órdenes del noble Nicolás Garai, cercano colaborador de la reina. Carlos fue herido gravemente y al poco tiempo murió, lo que generó gran caos en el reino y forzó a las reinas a escapar junto a sus protectores. Estos fueron emboscados, Garai y Forgács fueron ejecutados, y las reinas apresadas y llevadas al castillo de Novigrad. Posteriormente solo María alcanzó a ser liberada por su esposo Segismundo, pues la reina viuda Isabel fue estrangulada en su celda frente a los ojos de su propia hija.
La cabeza de Blas Forgách fue enviada a Nápoles a la reina Margarita de Durazzo, quien ejerció como regente en nombre de sus dos pequeños hijos, hasta que se retiró dando paso a su hijo varón Ladislao.

## Familia
Casado con su prima Margarita de Durazzo (hija de Carlos II de Durazzo y de María de Anjou-Sicilia) tuvo dos hijos:
- Juana II de Nápoles (1371 - 1435), reina de Nápoles, casada con  Jaime Borbón, conde de La Marche.

- Ladislao I de Nápoles (1376 - 1414), rey de Nápoles. Pretendiente al trono húngaro.

## Sucesión
| Predecesor: Juana I | Rey de Nápoles (en guerra contra Luis I de Anjou hasta 1384) 1382-1386 | Sucesor: Ladislao I (contra Luis II de Anjou) |
| Predecesor: María I | Rey de Hungría y Croacia 1385-1386                                     | Sucesor: María I                              |